# 소대구
소대구(蕭大球, 541년 ~ 551년 10월 2일)는 중국 남북조 시대 양나라의 황족이다. 간문제의 열일곱째 아들이다.